# Mein Leben ist der Rhythmus
Mein Leben ist der Rhythmus ist ein US-amerikanisches Filmdrama von Michael Curtiz aus dem Jahr 1958. Das Drehbuch basiert auf Harold Robbins’ Roman Die Gnadenlosen (OT: A Stone for Danny Fisher). Die Hauptrolle eines Heranwachsenden im New Orleans der Weltwirtschaftskrise wird von Elvis Presley verkörpert, der in Mein Leben ist der Rhythmus seinen vierten Filmauftritt hatte.

## Handlung
Danny Fisher hat nach dem Tod seiner Mutter vor drei Jahren arbeiten müssen, um mit seinem Vater, einem arbeitslosen Drogisten, und seiner Schwester Mimi einigermaßen über die Runden zu kommen. Infolgedessen ist er bereits einmal durch die Abschlussprüfung gefallen und hat ein Schuljahr wiederholen müssen. Fest davon überzeugt, diesmal sein Reifezeugnis zu erhalten, macht er sich am letzten Schultag auf den Weg zur Schule. Auf halber Strecke muss er noch in einem kleinen Nachtclub aufräumen, diese Tätigkeit gehört zu seiner Arbeit. Ein paar Betrunkene belästigen dort die Prostituierte Ronnie, der Danny mit einem Trick helfen kann, ihren Freiern zu entfliehen. Als die beiden in einem Taxi in Richtung von Dannys Schule fahren, erfährt Danny von Ronnies Zuhälter Maxie, dem sie trotz vielfacher Versuche nicht entfliehen kann.
Durch den Zwischenfall kommt er zu spät in die Schule, was seine Lehrerin veranlasst, ihm kein Zeugnis auszustellen. Tief betrübt kehrt Danny abends nach Hause zurück. Sein Vater nimmt die Nachricht gefasst auf und will seinen Sohn ermutigen, ein zweites Mal das Schuljahr zu wiederholen. Er werde sich selbst wieder um Arbeit bemühen, damit Danny wegen seiner Nebenjobs nicht allzu sehr vom Lernen abgehalten werde. Doch sein Sohn will davon nichts wissen, sondern lieber Sänger im Klub „King Creole“ des großzügigen Charlie LeGrand werden. Doch sein Vater heißt Dannys Absichten nicht gut, selbst als Danny zum gefeierten Star des Klubs wird und ihn damit vor dem Ruin rettet.
Dannys Glück wird von den Machenschaften des skrupellosen Maxie Fields durchkreuzt, der Danny lieber für seinen Klub gewinnen möchte und ihm daher allerhand Schwierigkeiten bereitet: Er lässt Dannys Vater verprügeln und setzt Ronnie immer mehr zu, zu der Danny ein immer engeres Verhältnis aufzubauen versucht. Während eines Gefechts können Danny und Ronnie fliehen und sich in einer etwas von der Stadt entfernten Hütte verstecken. Doch Maxie findet die beiden und erschießt Ronnie. Sie kann Danny vor ihrem Tod noch sagen, dass sie ihn liebe und die Zeit mit ihm in der Hütte als schönste ihres Lebens befinde, auch wenn sie nicht lange gewährt habe. Maxie stirbt durch einen Unfall, bevor er auch Danny töten kann.
Trotz seiner Trauer um Ronnie tritt Danny fortan wieder im „King Creole“ auf und kann das Verhältnis zu seinem Vater revidieren.

## Produktion
Mein Leben ist der Rhythmus wurde vom 20. Januar bis zum 10. März 1958 aufgenommen. Drehorte waren unter anderem eine High School, der Vieux Carre Saloon und das French Quarter in New Orleans sowie der Lake Pontchartrain.
Der Film hatte am 4. Juni 1958 in Memphis Premiere und lief am 2. Juli 1958 in den US-amerikanischen Kinos an. In Deutschland fand der Kinostart am 24. Oktober 1958 statt.
Elvis Presley singt im Film zahlreiche Lieder, darunter:
- Steadfast, Loyal And True (Jerry Leiber & Mike Stoller)
- Lover Doll (Sid Wayne & Abner Silver)
- Trouble (Jerry Leiber & Mike Stoller)
- Dixieland Rock (Aaron Schröder & Rachel Frank)
- Young Dreams (Aaron Schröder & Martin Kalmanoff)
- New Orleans (Sid Tepper & Roy C. Bennett)
- Hard Headed Woman (Claude Demetri)
- King Creole (Jerry Leiber & Mike Stoller)
- Don’t Ask Me Why (Fred Wise & Ben Weisman)
- As Long As I Have You (Fred Wise & Ben Weisman)

Zusammen mit Kitty White singt er zudem den Titel Crawfish.

## Kritiken
Der Spiegel schrieb anlässlich der deutschen Erstaufführung 1958:

„Die Drehbuchschreiber haben das Idol der Rock’n’Roll -Generation mit populären Grundsätzen und Fähigkeiten ausgestattet: Der von Presley dargestellte Danny Fisher ist ein angesehener Schläger und ein lässiger Mädchenheld. Aber der Gesichtsausdruck des Massenlieblings ist für den zivilisationsbesorgten Zeitgenossen ein noch deutlicheres Alarmsignal als jedes Wort und jeder Kinnhaken.“

Der katholische film-dienst befand 1958, dass Presley „darstellerisch eine Durchschnittsqualität in Marlon-Brando-Manier“ besitze, wobei sich die Tanzeinlagen zu seinen Liedern im Film nur abgeschwächt zeigen. „Das Drehbuch bleibt ebenso natürlich dabei, daß seine ‚Kunst‘ die Menschen nach wie vor in einen Taumel versetzt, nur wirkt dies jetzt, da die Rock’n-Roll-Mode verebbt, selbst auf die unvermindert zuströmenden Halbwüchsigen schon nicht mehr sehr aufregend. Dabei serviert der junge Mann in diesem Film nichts als vierzehn teils neue Schlager. […] Es ist alles unerquicklich, ja widerlich genug, um nicht nur Jugendlichen abzuraten.“
Das 1990 vom film-dienst herausgegebene Lexikon des internationalen Films schrieb, der Film sei „einer von den seinerzeit für […] Elvis Presley arrangierten Showfilme – mit vierzehn Nummern und einer kriminell getönten Karrierestory, die, nach einem Robbins-Roman, als Vehikel für seine Auftritte dient.“
Positiv bewertete Time Out London den Film. Curtis’ Regiearbeit sei klug und ernst wie ein Film Noir und balanciere so die teilweisen Ausschweifungen des Drehbuchs aus. Die Regie ergänze Elvis Presleys Darstellung perfekt.
Für Allmovie lieferte Presley in Mein Leben ist der Rhythmus eine seiner besten schauspielerischen Leistungen überhaupt. Zudem zeige der Film wie auch Jailhouse Rock das beste filmische Beispiel des „ungezähmten“ Elvis vor seiner Zeit in der Army. Presley bezeichnete Mein Leben ist der Rhythmus immer als seinen Lieblingsfilm.